# Stachelwalze (Werkzeug)
- Die Stachelwalze (auch Igelwalze oder Nagelwalze genannt) ist ein Werkzeug, das beim Tapezieren verwendet wird. Sie ist eine stachelbesetzte Walze aus Kunststoff oder Metall mit einem längeren Stiel als Handgriff. Die Walze dient dem Perforieren festklebender Tapete vor dem Ablösen. Das Einritzen bewirkt, dass der anschließend mit Wasser aufgebrachte Tapetenlöser besser in den Untergrund einziehen kann, was auch das Ablösen hartnäckig festsitzender Tapeten ermöglicht.

- Beim Spachteln oder Beschichten von Böden mit niedrig- bzw. mittelviskosen Materialien eingesetztes Werkzeug zum Entlüften des Materials. Es hilft beim Entweichen vorher durch, meist maschinelles Rühren, eingebrachter Luft und beim Verlauf des Materials.